# Funeral de Carlos Menem

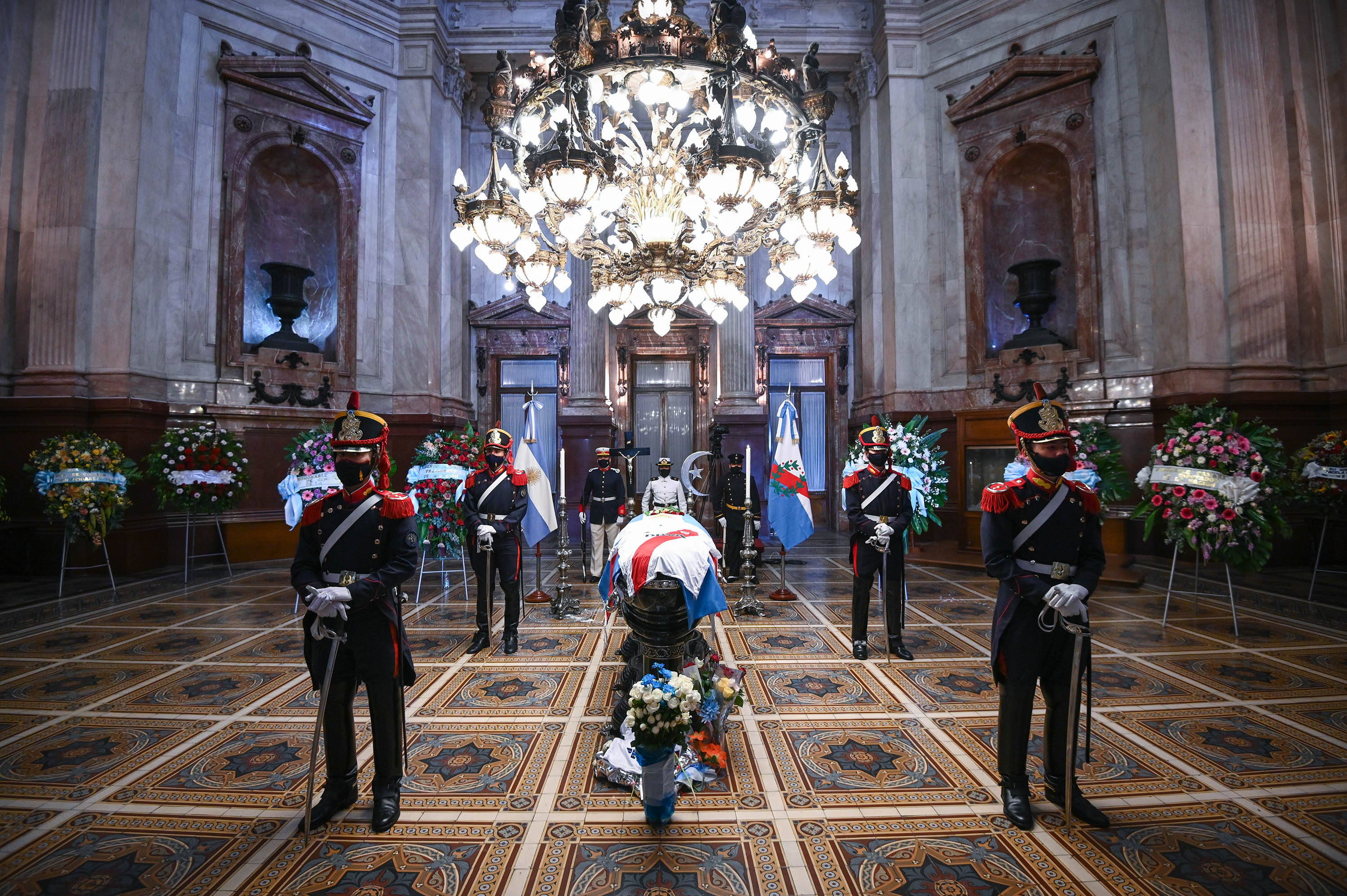
Velorio de Carlos Menem en el Salón Azul del Congreso de la Nación Argentina.

El funeral de Carlos Menem tuvo lugar tras su fallecimiento, el 14 de febrero de 2021 debido a una infección urinaria, y se extendió hasta el día 15 del mismo mes. El presidente Alberto Fernández decretó duelo nacional a partir del día del deceso, que se extendió durante tres días. En el velorio participaron autoridades del gobierno argentino, como así también políticos de diferentes ideologías. También tuvo participación de la ciudadanía.
Finalmente, sus restos fueron inhumados en cementerio islámico de San Justo, donde tuvo una ceremonia íntima.

## Fallecimiento
El expresidente Carlos Menem falleció tras pasar dos meses internado en el sanatorio Los Arcos de la Ciudad de Buenos Aires a la edad de 90 años, donde había sido ingresado por una infección urinaria que le provocó dolores y el incremento de la frecuencia cardíaca, donde terminó falleciendo en la mañana del 14 de febrero de 2021.
A mediados de 2020, el exmandatario había pasado 15 días en el Instituto del Diagnóstico y Tratamiento por una neumonía bilateral. En esa internación se le realizó una tomografía, la cual evidenció que sufría una «neumonía en el pulmón derecho, con algo de líquido en la pleura», según informaron en ese momento los médicos que lo asistían. Su salud se encontraba comprometida porque además  sufría diabetes.

## Funeral
El Gobierno de Argentina decretó tres días de duelo nacional por el fallecimiento y sus restos fueron velados en las últimas horas del 14 de febrero y primeras del 15 en el Salón Azul del Congreso Nacional al que concurrieron, además de autoridades y políticos de distintos partidos, numerosos ciudadanos.
El cortejo fúnebre arribó puntualmente a las 20 horas al Congreso de la Nación, donde una guardia de granaderos, esperando desde minutos antes en la explanada del edificio, descargó el féretro para llevarlos hasta el Salón Azul, donde fue recibido por la vicepresidenta y presidenta del Senado, Cristina Fernández de Kirchner.
Escoltado por la guardia de granaderos, la despedida del expresidente se inició con una ceremonia íntima de la que participaron la exesposa de Menem, Zulema Yoma, su hija Zulemita, su hermano Eduardo y sus nietos, entre otros familiares.
Minutos después de las 21, arribó el presidente Alberto Fernández y la primera dama Fabiola Yáñez, donde también concurrieron personalidades de todo el arco político argentino, de los que se destacan;  el expresidente Eduardo Duhalde; el gobernador de La Rioja, Ricardo Quintela; el canciller Felipe Solá; el senador Guillermo Snopek; el expresidente provisional del Senado, Federico Pinedo; el exsenador Miguel Ángel Pichetto; el exvicepresidente y exgobernador Daniel Scioli, entre otros.
Cerca de las 21.30 y hasta la medianoche, se habilitó el ingreso al público en general, que pudo volver a acercarse el lunes 15 de febrero a partir de las 7 de la mañana. Luego, las puertas se cerraron  alrededor de las 15 horas, para que la familia terminase de despedirse en la intimidad, y a  las 15:45 horas sus restos partieron  hacia el cementerio.
Sus restos fueron llevados al cementerio islámico de San Justo, en la provincia de Buenos Aires, donde fue inhumado.

## Inhumación
El cortejo fúnebre con los restos mortales de Carlos Menem partió desde el Congreso a las 15:45 con destino al cementerio islámico de San Justo.
El féretro fue recibido en el cementerio por bandas militares, que interpretaron una marcha fúnebre para rendir honores al expresidente, y por personal de la Policía Federal, Policía Bonaerense, Fuerza Aérea y Gendarmería Nacional. Fue trasladado por los Granaderos hasta el lugar en el que se llevó a cabo la ceremonia íntima. Allí lo despidieron sus parientes directos: su exesposa Zulema Yoma, su hija Zulemita, sus nietos Luca y Malek -hijos de Zulemita- y otros familiares, allegados y colaboradores del exmandatario.
El presidente del Centro Islámico Argentino, Aníbal Bachir Bakir, encabezó el responso con la lectura de pasajes del Corán y rezos en árabe y castellano y además realizó un pronunciamiento:

Carlos Saúl Menem, en nombre de la comunidad islámica y de muchos argentinos te decimos que siempre estarás en nuestro corazón y en el corazón de nuestro pueblo. Que en paz descanses.

Tras el oficio religioso y el pronunciamiento, los presentes se acercaron al ataúd para darle el último adiós. Mientras los restos eran inhumados, sonó la canción «A mi manera», popularizada por Frank Sinatra, en la versión interpretada por Cacho Castaña.
Finalmente, el cofre (envuelto con una bandera argentina y otra con los colores celeste y rojo del emblema de la Liga Federal) con los restos de Menem fue ubicado en una tumba junto a la de su hijo Carlos Menem Jr., quien murió en 1995 cuando el helicóptero que pilotaba se precipitó a tierra cerca de la ciudad bonaerense de Ramallo.

## Reacciones internacionales
Numerosos mandatarios de la región despidieron a Carlos Menem a través de sus redes sociales, como el presidente de Chile Sebastián Piñera, el presidente de Colombia Iván Duque, el expresidente Álvaro Uribe, y el presidente de Ecuador Lenín Moreno. El Gobierno de Paraguay envió sus condolencias; también el gobierno de Uruguay envío «su más profundo sentimiento de pesar», así como la cancillería de Brasil, que lo recordó como «un estadista con un papel importante en el avance de las relaciones» bilaterales y «la integración regional».